# 拉賈拜鐘樓
拉賈拜鐘樓（英語：Rajabai Clock Tower）是一座位於印度馬哈拉施特拉邦孟买南部的一座鐘樓。它位於孟買大學堡壘校區的範圍。該建築高約85公尺（280英尺）。該塔現被列入「孟買維多利亞的哥德式和藝術裝飾建築群」的一部分，於2018年被列入世界文化遺產名錄。

## 歷史

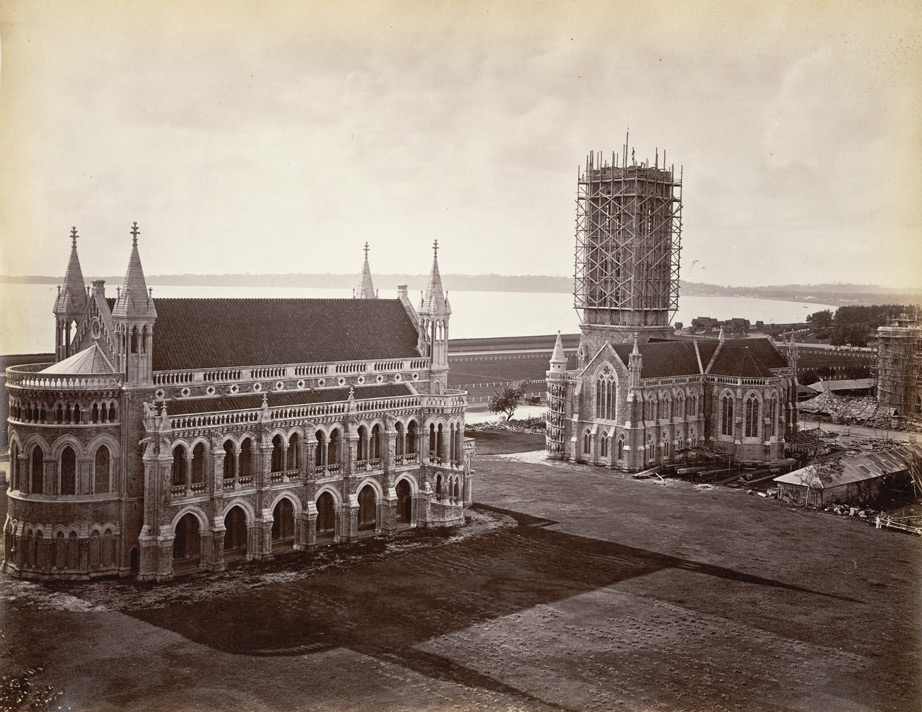
仍在興建中的拉賈拜鐘樓，攝於1870年

拉賈拜鐘樓由英國建築師乔治·吉尔伯特·斯科特爵士設計 。他以倫敦的大本钟為藍本設計了這座建築。其中基石於1869年3月1日奠定，整體建築工程於1878年11月完工。總建築成本為₹555000，這在當時是一筆巨款。部分建設費用由孟买证券交易所的創立者普雷姆錢德·羅伊昌德捐贈，他的捐贈條件是將塔樓以他母親拉賈拜的名字命名。
在19世紀期間，該塔樓曾播放了16首曲調中的兩首，分別是《家！甜蜜的家！》和一首格奥尔格·弗里德里希·亨德尔的交響樂，每天更換四次。目前，鐘樓每15分鐘只演奏一首曲調。
由於經常成為企圖自殺者的頻繁地點，該鐘樓目前對公眾關閉，不開放參觀。2013年10月至2015年5月11日，該塔樓在安妮塔·加爾瓦雷遺產協會、拉詹·韋盧卡爾（孟買大學副校長）和N·錢德拉塞卡爾（塔塔諮詢服務公司首席執行官）的監督下進行正式的修復工作。在翻新後，鐘樓於2015年3月重新開放。
鐘樓於2017年移交給KSA照明設計工作室委託進行燈光照明工程，與大學圖書館的塔樓立面進行內部照明工程。該團隊透過分層設計並將登場分成不同的層次來揭示結構。

## 建築設計

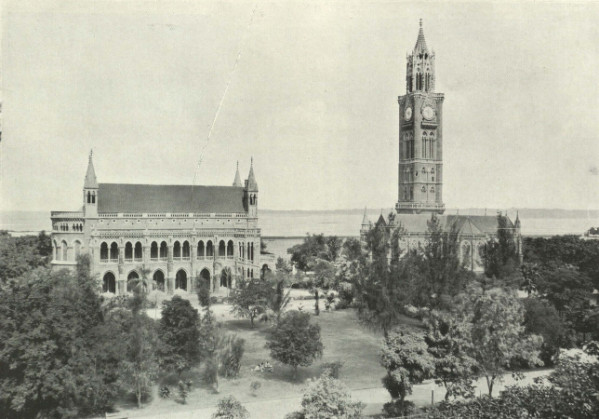
完工後的拉賈拜鐘樓，攝於1905年

這座塔樓採用了威尼斯哥德式建築和哥德復興式建築兩種風格的融合。其結構採用當地供應的淺黃色庫爾拉石建造。塔樓還裝設著城市中最華麗的彩色玻璃窗之一。
該建築的底層設有兩個側室，每個尺寸為56英尺×27.5英尺（約17.1米×8.4米）。塔樓形成了一個面積為2.4平方米（約26平方英尺）的車道門廊，以及一個面積為2.6平方米（約28平方英尺）的螺旋樓梯門廳。從車道門廊開始，塔樓呈方形形狀延伸至一樓頂部，高度為68英尺（約21米）。從平台處形狀變為八角形，到塔樓頂部的高度為118英尺（約36米），而從第三層到尖頂的高度為94英尺（約29米），總高度達到280英尺（約85米）。
在其建造時期，拉賈拜鐘樓曾是孟買市最高的建築物。因此該建築在印度建築史上佔有一席之地，並被認為是孟買乃至整個國家的有價資產。鐘樓因優雅及其迷人的裝飾藝術而被認為具有文化價值。

### 世界遺產
由於2010年代初期的修復工作被聯合國教科文組織所認可，2018年，拉賈拜鐘樓與孟買大學的圖書館獲得聯合國教科文組織亞太區文物古蹟保護獎。並於同年與孟買的19世紀維多利亞復興公共建築、20世紀裝飾藝術私人建築在在巴林麥納麥舉行的第42屆世界遺產委員會會議期間，被列入世界文化遺產名錄。

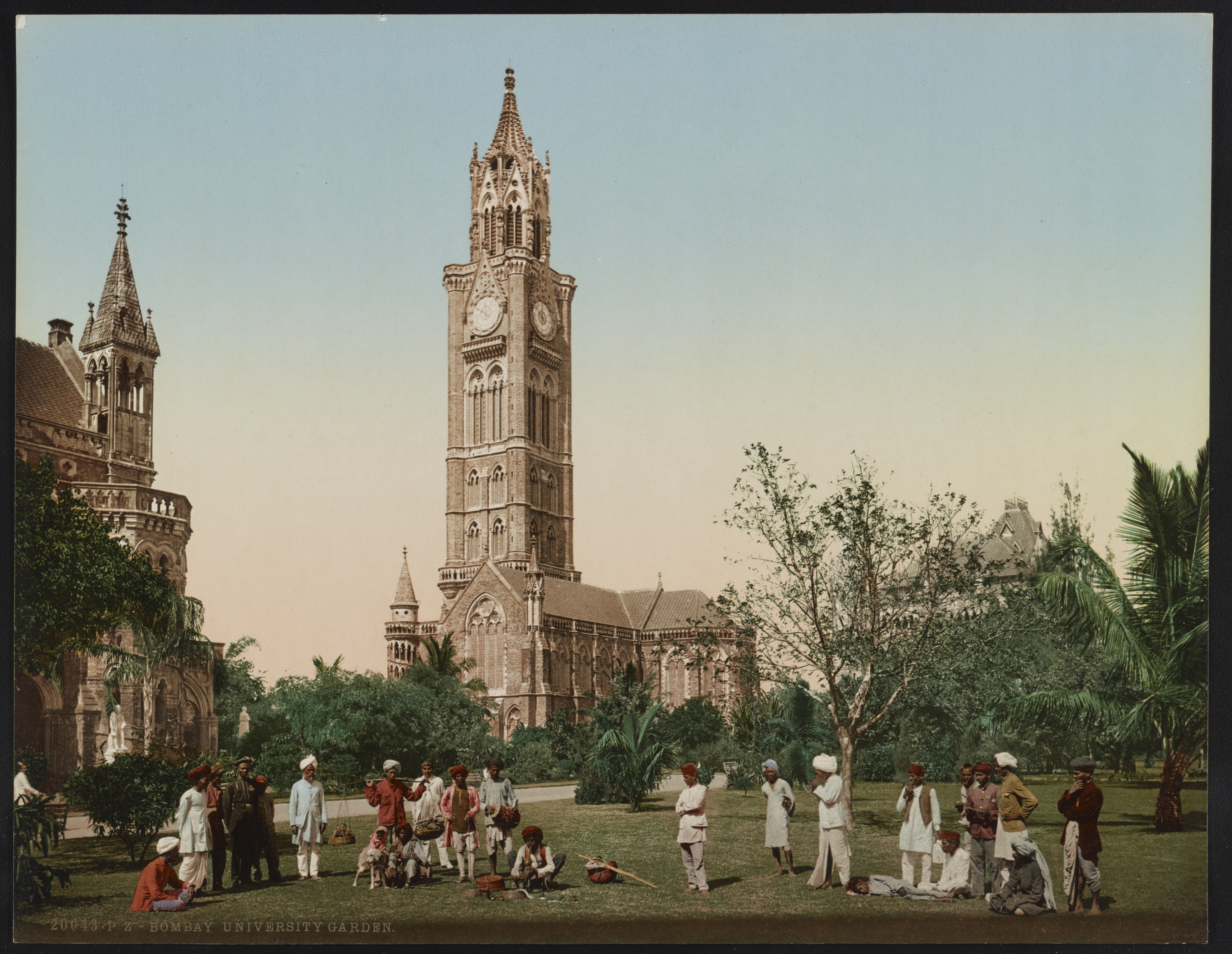
1890年代的拉賈拜鐘樓
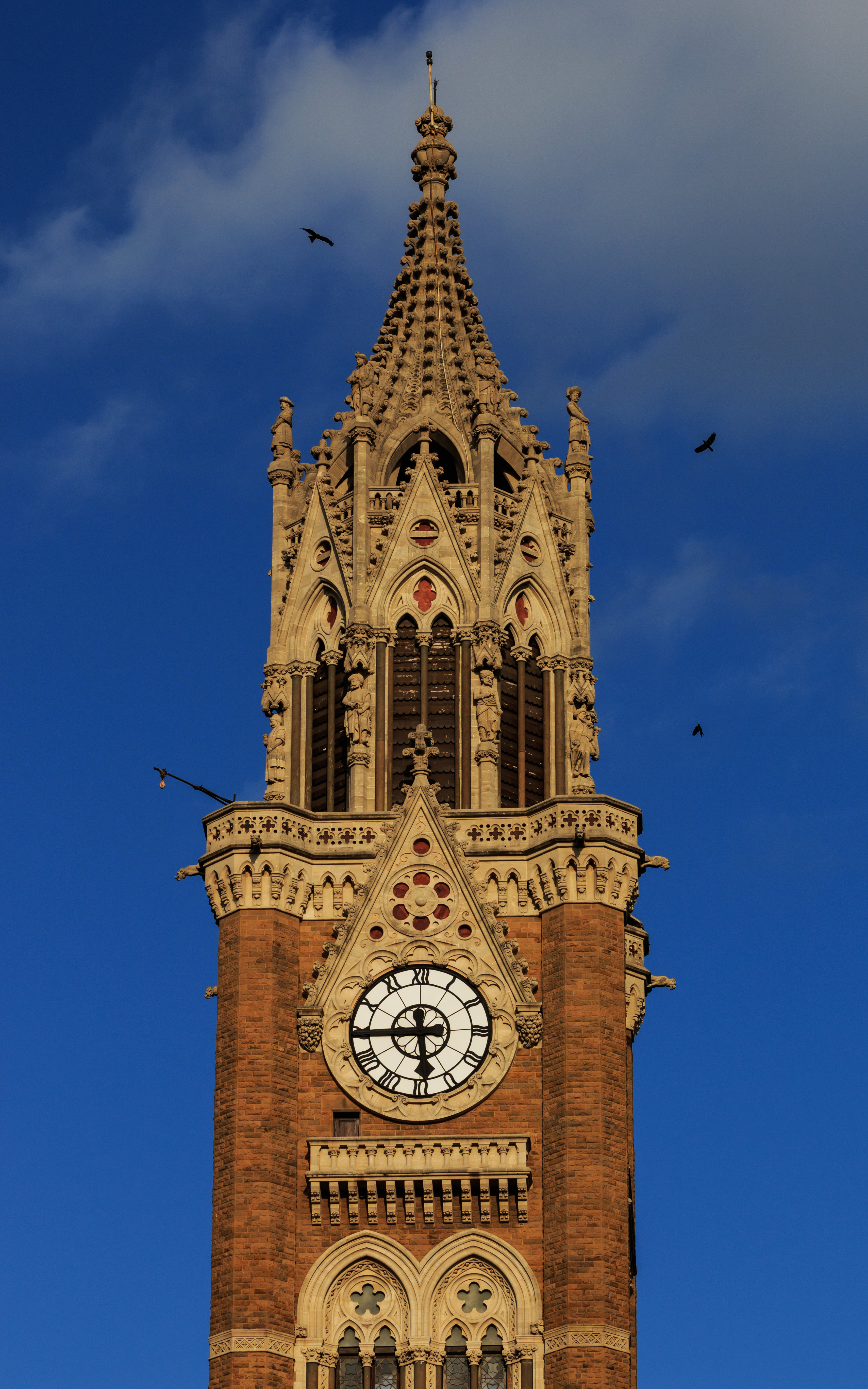
今日塔樓
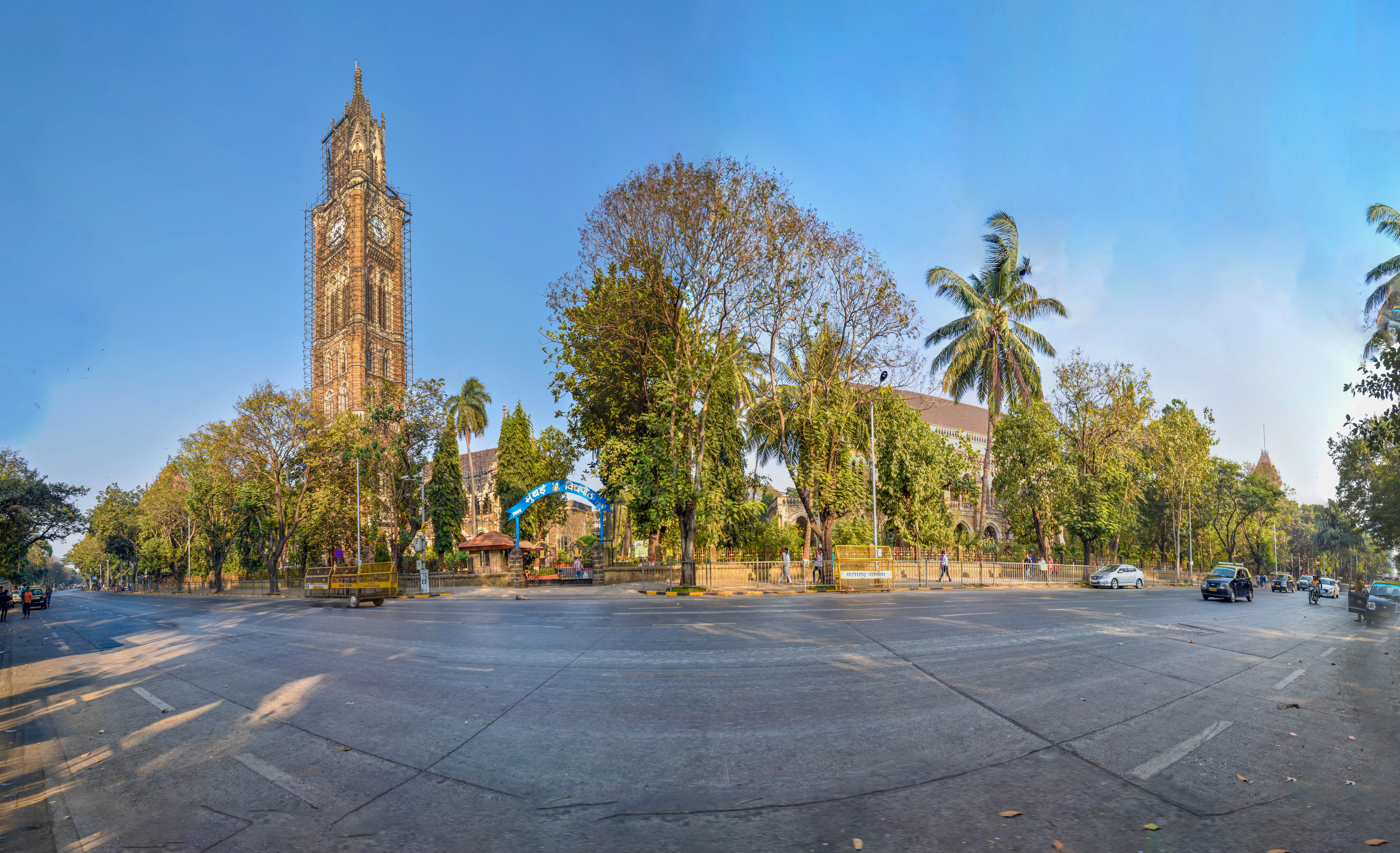
塔樓與孟買大學校景
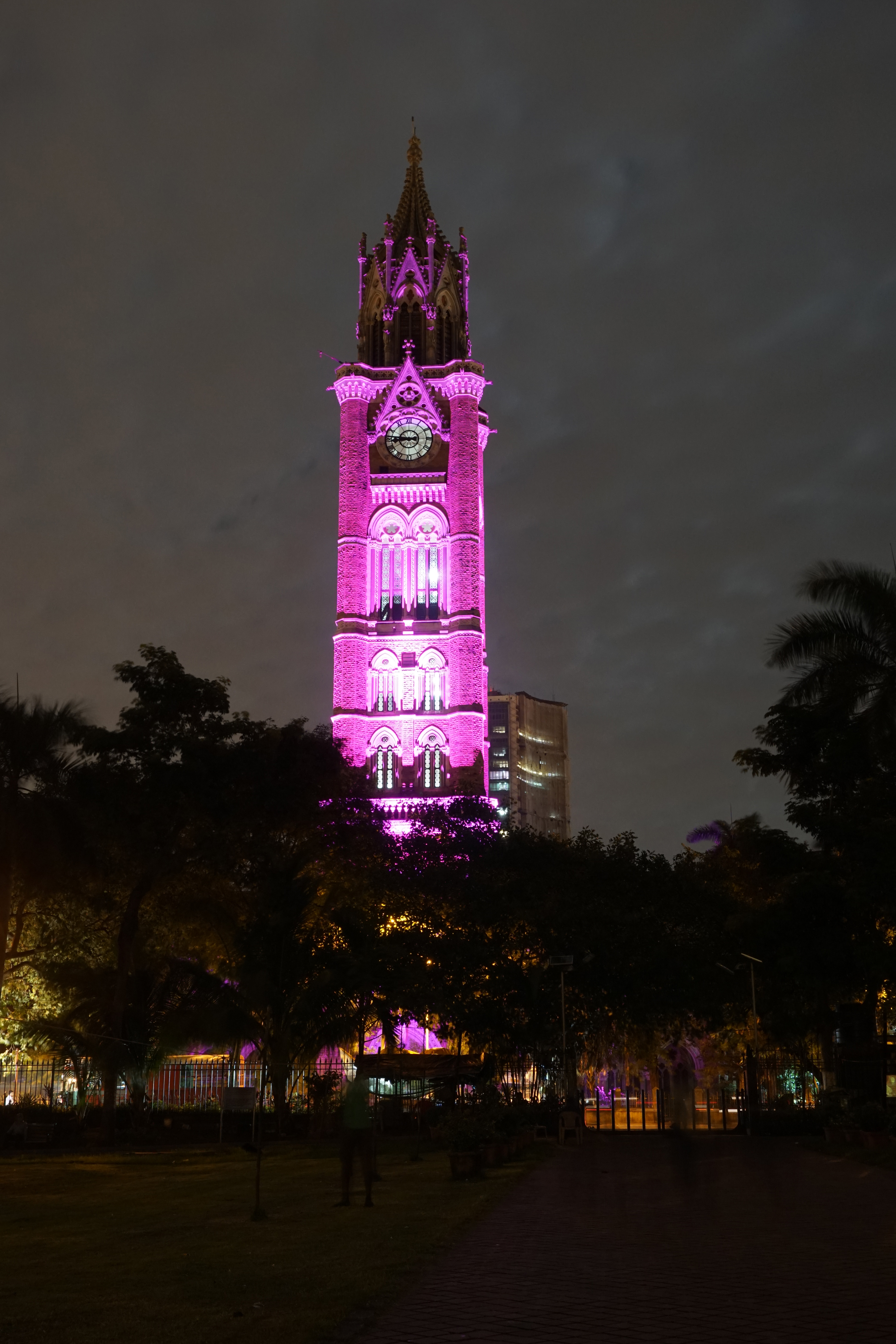
夜晚的拉賈拜鐘樓

## 外部連結
- Rajabai Tower （页面存档备份，存于）